# Famille Townshend (Angleterre)
Cette page explique l’histoire ou répertorie les différents membres de la famille Townshend.
La famille Townshend est une famille subsistante de la noblesse britannique, originaire du comté du Norfolk. Elle s'est distinguée par les fonctions politiques et militaires occupées par ses membres.
Elle a été illustrée par Charles Townshend, 2e vicomte Townshend, leader de la Chambre des lords (1674-1738).

## Histoire
La famille Townshend est une ancienne famille de notables établie dans le comté du Norfolk.
Roger Townshend (≈1420-1493) est nommé durant la guerre des Deux-Roses à des postes juridique par Richard III d'Angleterre de la Maison d'York avant d'être maintenu à ce poste par Henri VII d'Angleterre de la Maison Tudor.
John Townshend (≈1568-1603) hérite de vastes domaine dans le comté du Norfolk et prend le parti d'Edward Coke contre la rébellion de Robert Devereux, 2e comte d'Essex.
La famille Townshend a reçu un titre de baronnet en récompense de la loyauté qu'elle apporte à Jacques Ier d'Angleterre. Elle ne joue pas de rôle important durant les guerres civiles anglaises si ce n'est le soutien qu'elle apporte à Charles II d'Angleterre lors de la Restauration qui lui donne un titre de baron,.
Une branche de la famille descendante du premier vicomte Townshend obtient le titre de baron Bayning et le second titulaire change son nom de « Townshend » en « Powlett » vers 1821 avant que son frère ne le change à son tour pour « William-Powlett » par une licence royale du 8 septembre 1823,.
Une partie de la famille qui descend de John Townshend (1757-1833) s'est installée en Nouvelle-Zélande.
Le siège ancestral de la famille est Raynham Hall construit sous l'impulsion de Sir Roger Townshend, 1er baronnet Raynham entre 1620 et 1640.

## Personnalités

### Marquis Townshend
- Sir Roger Townshend, 1er baronnet Raynham (1595-1637), homme politique, fils de John Townshend ;
- Horatio Townshend, 1er vicomte Townshend (1630-1687), homme politique, fils du précédent ;
- Charles Townshend, 2e vicomte Townshend (1674-1738), homme politique, fils du précédent ;
- Charles Townshend, 3e vicomte Townshend (1700-1774), homme politique, fils du précédent ;
- George Townshend, 1er marquis Townshend (1724-1807), homme politique et militaire, fils du précédent ;
- George Townshend, 2e marquis Townshend (1753-1811), homme politique et militaire, fils du précédent ;
- George Townshend, 3e marquis Townshend (1778-1855), homme politique, fils du précédent ;
- John Townshend, 4e marquis Townshend (1798-1863), homme politique, cousin du précédent ;
- John Townshend, 5e marquis Townshend (1831-1899), homme politique, fils du précédent ;
- John Townshend, 6e marquis Townshend (1866-1921), homme politique, fils du précédent ;
- George Townshend, 7e marquis Townshend (1916-2010), homme politique et homme d'affaires, fils du précédent ;
- Charles Townshend, 8e marquis Townshend (1945-), homme d'affaires et agriculteur, fils du précédent ;
- Roger Townshend (1708-1760), homme politique, fils de Charles Townshend, 2e vicomte Townshend ;
- Charles Townshend (1725-1767), homme politique, neveu du précédent ;
- John Townshend (1757-1833), homme politique, neveu du précédent ;
- Charles Townshend (1861-1924), homme politique et militaire, arrière petit-fils du précédent.

### Comtes Sydney
- Thomas Townshend (1701-1780), homme politique, fils de Charles Townshend, 2e vicomte Townshend ;
- Thomas Townshend, 1er vicomte Sydney (1733-1800), homme politique, fils de Thomas Townshend ;
- John Townshend, 2e vicomte Sydney (1765-1831), homme politique, fils du précédent ;
- John Townshend, 1er comte Sydney (1805-1890), homme politique, fils du précédent.

### Barons Bayning
- William Townshend (1702-1738), homme politique, fils de Charles Townshend, 2e vicomte Townshend ;
- Charles Townshend, 1er baron Bayning (1728-1810), homme politique, fils de William Townshend ;
- Charles Powlett, 2e baron Bayning (1785-1823), homme politique, fils du précédent ;
- Henry William-Powlett, 3e baron Bayning (1797-1866), homme politique, frère du précédent.

## Titres et armoiries

### Titres
- Marquis Townshend (27 octobre 1787)[7]
(Pairie de Grande-Bretagne)
  - Comte de Leicester (18 mai 1784)[7]
(Pairie de Grande-Bretagne)
  - Vicomte Townshend (11 décembre 1682)[8]
(Pairie d'Angleterre)
  - Baron Townshend (20 avril 1661)[9]
(Pairie d'Angleterre)
  - Baronnet Townshend de Raynham (16 avril 1617)[10] (baronnetage d'Angleterre)
- Comte Sydney (27 février 1874)[11]
(Pairie du Royaume-Uni)
  - Vicomte Sydney (11 juin 1789)[12]
(Pairie de Grande-Bretagne)
  - Baron Sydney (6 mars 1783)[13]
(Pairie de Grande-Bretagne)
- Baron Bayning (20 octobre 1797)[14]
(Pairie de Grande-Bretagne)
- Baron Compton (3 septembre 1770 - 31 décembre 1855)[15] (Pairie d'Angleterre)
- Baron Ferrers de Chartley (3 septembre 1770 - 31 décembre 1855)[16] (Pairie d'Angleterre)

### Armoiries

Marquis Townshend / Comte Sydney

Townshend-Powlett

« D'azur au chevron d'hermine et trois coquilles d'argent. »

« Écartelé : aux I et IV, d'azur au chevron d'hermine accompagné de trois coquilles d'argent, qui est de Townshend ; aux II et III, contre-écartelé de gueules et d'or, à une étoile d'argent au premier quartier, qui est de Vere. »

« Écartelé : aux I et IV, de sable à trois épées versées au naturel garnies d'or, rangées en fasce et appointées, qui est de Paulet ; aux II et III, d'azur au chevron d'hermine accompagnées de trois coquilles d'argent, qui est de Townshend. »

## Généalogie
Cet arbre généalogique représente la lignée agnatique, par conséquent seul la descendance patronymique est développée.

### Arbre généalogique de la famille Townshend
Arbre généalogique de la famille Townshend.
- John Townshend (1415-1485) X Joan Lunsford (1415-1500)
  - Roger Townshend (1430-1493) X (1465) Eleanor Lunsford (1446-1500)
    - Roger Townshend (1474-1551) X (1490) Anne de Brewse (?-1551)
      - John Townshend (1493-1540) X Eleanor Heydon (?-?)
        - Richard Townshend (?-1544) X Catherine Brown (?-?)
          - Roger Townshend (1544-1590) X Jane Stanhope (1547-1618)
            - John Townshend (1568-1603) X Anne Bacon (1573-1622)
              - Sir Roger Townshend, 1er baronnet de Raynham (1595-1637) X (1628) Mary Vere (?-?)
                - Sir Roger Townshend, 2e baronnet de Raynham (1628-1648)
                - Horatio Townshend, 1er vicomte Townshend (1630-1687) X (1649) Mary Lewkenor (1634-1673) (sans descendance) puis épouse Mary Ashe (1652-1685) en 1673 (dont descendance).
                  - Charles Townshend, 2e vicomte Townshend (1674-1738) X (1698) Elizabeth Pelham (1681-1711)
                    - Charles Townshend, 3e vicomte Townshend (1700-1764) X (1723) Audrey Harrison (1755-1802)
                      - Suite de l'arbre généalogique : marquis Townshend
                      - Charles Townshend (1725-1767) X (1755) Caroline Campbell (1717-1797)
                        - Thomas Townshend (1756-1782)
                        - Anne Townshend (1756-?) X (1779) Richard Wilson (1755-1815)
                        - William Townshend (1761-1789)

                      - Edward Townshend (1727-1731)
                      - Roger Townshend (1731-1759)

                    - Audrey Townsend (1732-1781) X (1766) Robert Orme (1725-1790)
                    - Thomas Townshend (1701-1780) X (1730) Albinia Selwyn (1705-1739)
                      - Albinia Townshend (1731-1808) X (1752) George Brodrick, 3e vicomte Midleton (1730-1765)
                      - Thomas Townshend, 1er vicomte Sydney (1733-1800) X (1760) Elizabeth Powys (1736-1826)
                        - Georgiana Townshend (1761-1835)
                        - Mary Townshend (1762-1821) X (1783) John Pitt, 2e comte de Chatham (1756-1835)
                        - John Townshend, 2e vicomte Sydney (1764-1831) X (1790) Sophia Southwell (1771-1795)
                          - Sophie Townshend (1792-1852) X (1829) Peregrine Cust (1791-1873)
                          - John Townshend (1795-1796)

                        - John Townshend, 2e vicomte Sydney (1764-1831) X (1802) Caroline Clements (1766-1805)
                          - Mary Townshend (1804-1847) X (1825) George Cholmondeley (1852-1830) (dont descendance) puis épouse Charles Marsham, 2e comte de Romney (1777-1845) en 1832 (dont descendance).
                          - John Townshend, 1er comte Sydney (1805-1890) X (1832) Emily Paget (1810-1893)

                        - Frances Townshend (1772-1854) X (1794) George Rice, 3e baron Dynevor (1765-1852)
                        - Harriet Townshend (1773-1814) X (1795) Charles Montagu-Scott, 4e duc de Buccleuch et 6e duc de Queensberry (1772-1819)
                        - William Townshend (1776-1816)
                        - Horatio Townshend (1780-1843)

                      - Henry Townshend (1736-1762)

                    - William Townshend (1702-1738) X (1725) Henrietta Powlett (1700-1753)
                      - Charles Townshend, 1er baron Bayning (1728-1812) X (1777) Annabella Smith-Powlett (?-1825)
                        - Charles Powlett, 2e baron Bayning (1785-1824)
                        - Henry William-Powlett, 3e baron Bayning (1797-1866) X (1842) Emma Fellowes (1807-1887)
                          - Charles William-Powlett (1844-1864)

                      - Caroline Townshend (1727-1809) X (1759) Frederick Cornwallis (1712-1783)

                    - Elizabeth Townshend (1703-1785) X (1722) Charles Cornwallis, 1er comte Cornwallis (1700-1762)
                    - Roger Townshend (1708-1760)

                  - Charles Townshend, 2e vicomte Townshend (1674-1738) X (1713) Dorothy Walpole (1686-1726)
                    - George Townshend (1715-1769)
                    - Augustus Townshend (1716-1746)
                    - Horatio Townshend (1717-1744)
                    - Edward Townshend (1719-1765) X (1747) Mary Price (1725-1816)
                      - Henrietta Townshend (?-1806)
                      - Charlotte Townshend (1757-1841) X (1773) John Norris (1734-1777) (dont descendance) puis épouse Thomas Fauquier (1746-1825) en 1779 (dont descendance).
                      - Edward Townshend (1760-1822) X (1789) Louisa Milner (1762-1853)

                    - Richard Townshend (1721-1721)
                    - Dorothy Townshend (1714-1779) X (1743) Spencer Cowper (1713-1774)
                    - Mary Townshend (1720-1776) X (1753) Edward Cornwallis (1713-1776)

                  - Roger Townshend (1675-1709)
                  - Horatio Townshend (1682-1751) X (1721) Alice Starkey (1690-1744)
                    - Mary Townshend (1721-1730)
                    - Horatio Townshend (1724-1743)
                    - Alice Townshend (1726-1726)
                    - Laetitia Townshend (1726-1756) X (1749) Brownlow Cecil, 9e comte d'Exeter (1725-1793)

                - Mary Townshend (1631-1668) X (1650) Thomas Crew, 2e baron Crew (1625-1697)
                - Vere Townshend (?-?) X Sir Ralph Hare (1623-1672)
                - Anna Townshend (?-1667) X William Cartwright (?-?)
                - Edith Townshend (?-?)
                - Jane Townshend (?-?) X John Windham (?-?)

      - Susan Townshend (?-?) X (1525) Edmund Wyndham (1496-1569)
      - Katherine Townshend (1513-1591) X Henry Bedingfeld (1511-1583)
      - Thomas Townshend (1504-1573) X Anne Southwell (?-?) (sans descendance) puis épouse Elizabeth Calybut (?-?) (Sans descendance).
      - Robert Townshend (1512-1555) X (1516) Alice Poppy (1514-1576)
        - Anne Townshend (1529-1605) X (1550) Humphrey Archer (1517-1562)
        - Thomas Townshend (1533-1591) X (1551) Elizabeth Peryente (1536-1580)
          - Henry Townshend (1568-1625) X (1590) Margaret Forthe (1570-1596)
            - Robert Townshend (1591-1660)

### Suite de l'arbre généalogique
- George Townshend, 1er marquis Townshend (1724-1807) X (1751) Charlotte Compton (1717-1770)
  - George Townshend, 2e marquis Townshend (1753-1811) X (1777) Charlotte Mainwaring-Ellerker (1755-1802)
    - George Townshend, 3e marquis Townshend (1778-1855) X (1807) Sarah Dunn-Gardner (1803-1877)
    - Charlotte Townshend (1781-1807) X (1805) Cecil Bisshopp (1783-1813)
    - Harriet Townshend (1782-1845) X Edward Ferrers (1790-1830)
    - Elizabeth Townsend (1784-1868) X (1815) Joseph Boultbee (1789-1860)
    - Charles Townshend (1785-1853) X (1812) Charlotte Loftus (1792-1866)

  - Caroline Townshend (?-?)
  - Charlotte Townshend (1756-1757)
  - John Townshend (1757-1833) X (1787) Georgina Poyntz (1763-1851)
    - Audrey Townshend (1788-1873) X (1826) Robert Ridsdale (1783-1857)
    - Elizabeth Townshend (1789-1762) X (1813) Sir Augustus Clifford, 1er baronnet de la Navy (1788-1877)
    - Jane Townshend (1792-1878) X John Hildyard (1796-1855)
    - Charles Townshend (1795-1817)
    - John Townshend, 4e marquis Townshend (1798-1863) X (1825) Elizabeth Stuart (1803-1877)
      - Anne Townshend (1826-1899) X (1854) Alexander Sherson (1816-1882)
      - John Townshend, 5e marquis Townshend (1831-1899) X (1865) Anne Duff (1847-1925)
        - John Townshend, 6e marquis Townshend (1866-1921) X (1905) Gwladys Sutherst (1882-1969)
          - George Townshend, 7e marquis Townshend (1916-2010) X (1939) Elizabeth Luby (1918-1989)
            - Carolyn Townshend (1940-) X (1962) Antonio Capellini (dont descendance) puis épouse Edgar Bronfman (1929-2013) en 1971 (sans descendance).
            - Joanna Townshend (1943-) X (1962) George Bradford (?-?) (dont descendance) puis épouse James Morrisey (?-?) en 1978 (sans descendance) puis épouse Christian Boegnor (?-) en 1991 (sans descendance).
            - Charles Townshend, 8e marquis Townshend (1945-) X (1975) Hermione Ponsonby (1945-1985) (dont descendance) puis épouse Alison Combs (?-) en 1990 (sans descendance).
              - Thomas Townshend, vicomte Raynham (1977-) X (2011) Octavia Legge (1980-)
                - Rafe Townshend (2014-)

          - George Townshend, 7e marquis Townshend (1916-2010) X (1960) Ann Darlow (1932-1988) (dont descendance) puis épouse Philippa Montgomerie of Southannan (1935-) en 2004 (sans descendance).
            - John Townshend (1962-) X (1987) Rachel Chapple (?-) (sans descendance) puis épouse Helen Chinb (?-) en 1999 (dont descendance).
              - George Townshend (2003-)

            - Katherine Townshend (1963-) X (1991) Piers Dent (?-) (dont descendance) puis épouse Guy Bayley (?-) en 2001 (dont descendance).

          - Elizabeth Townshend (1917-1950) X (1939) Sir Eric White (1910-1972) (dont descendance) puis épouse John Roberts (?-?) (sans descendance).

        - Agnes Townshend (1870-1955) X (1903) James Cunningham-Durham (1879-1954)

      - James Townshend (1832-1846)
      - Elizabeth Townsend (1834-1910) X (1856) John St Aubyn, 1er baron St Levan (1829-1908)
      - Audrey Townshend (1844-1926) X (1873) Greville Howard (1836-1880) (dont descendance) puis épouse Redvers Buller (1839-1908) en 1882 (dont descendance).

    - George Townshend (1801-1876) X (1839) Jessie MacKellar (1819-1897)
      - Charles Townshend (1840-1889) X (1859) Louise Graham (?-1878) (dont descendance) puis épouse Caroline Seear en 1880 (sans descendance).
        - Charles Townshend (1861-1924) X (1898) Alice Cahen d'Anvers (1876-1965)
          - Audrey Townshend (1900-1987) X (1922) Baudouin de Borchgrave d'Altena (1898-1983)

        - George Townshend (1865-1883)

      - Augusta Townshend (1845-1919) X (1865) George Meares (1840-1894)
      - George Townshend (1854-1942) X (1877) Elizabeth Baillie (1858-1891)
        - Audrey Townshend (?-?)
        - Doris Townshend (?-?) X (1909) Carl Nienholdt (?-?)
        - Ferrars Townshend (1882-1953) X (1910) Isabel Nicholson (?-1971)
          - Henry Townshend (1911-1979) X (1943) Elaine Frith (?-?)
            - Ferrars Townshend (1944-2017) X (1980) Gillian Adams (?-?)
              - descendance masculine

            - Richard Townshend (1947-1953)
            - Anthony Townshend (1956-?)

        - Stuart Townshend (1884-1954) X (1936) Edith Potts (1898-1982)
        - Geoffrey Townshend (1888-1969) X Dorothy Reynolds (?-?)

      - George Townshend (1854-1942) X (1895) Clara Jenkins (1873-1958)
        - George Townshend (1897-1957) X (1921) Fanny Brassington (?-1965)
          - Diana Townshend (1927-) X (1949) Noel Gedye (?-?)

        - Rua Townshend (1902-?) X (1927) Vivian Judd (?-?) (dont descendance) puis épouse Robert Hanna (?-?) en 1934 (sans descendance).
        - Rere Townshend (1904-?) X (1924) Digby McGarry (?-?)
        - Rata Townshend (1912-?) X (1934) Jack Norling (?-?)

      - Ernest Townshend (1858-1945) X (1882) Rose Plumbly (1860-1937)
        - Clifford Townshend (1884-1958) X (1915) Rose Greensill (?-?)
          - John Townshend (1918-1990) X (1943) Mary Sharp (?-?)
            - Margaret Townshend (1944-) X (1963) Earl Gee (?-?) (dont descendance) puis épouse John Taylor (?-?) en 1974 (sans descendance) puis épouse Ian Bambry (?-?) en 1998 (sans descendance).
            - Keith Townshend (1948-) X (1981) Margaret Boldero (?-?)
              - descendance masculine

          - George Townshend (1921-?) X (1944) Alice Nye (?-1986) (dont descendance) puis épouse Heather Brown (?-?) en 1987 (sans descendance).
            - Yvonne Townshend (1946-) X (1971) Brett Denize (?-?)
            - Colin Townshend (1948-) X (1969) Jennifer Madsen (?-?)
              - descendance masculine

          - Charles Townshend (1926-1987) X (1952) Dorothy Luks (?-?)
            - Denise Townshend (1955-) X (1980) Stephen Greer (?-?)
            - Mark Townshend (1962-)
            - Robert Townshend (1965-)

        - Charles Townshend (1888-1927)
        - Tiria Townshend (1901-1956) X (1926) Thomas White (?-?)

      - Henry Townshend (1859-1945) X (1883) Emily Plumley (1858-1942)
        - Henry Townshend (1888-1968)

  - Frances Townshend (?-?)
  - Elizabeth Townshend  (1766-1811) X (1790) William Loftus (1752-1831)
  - Frederick Townshend (1767-1836)
  - Charles Townshend (1769-1796)
- George Townshend, 1er marquis Townshend (1724-1807) X (1773) Anne Montgomery (1752-1819)
  - Anne Townshend (1775-1826) X (1795) Harrington Hudson (1772-1826)
  - Charlotte Townshend (1776-1836) X (1797) George Osborne, 6e duc de Leeds (1775-1838)
  - Hannah Townshend (1777-1826)
  - William Townshend (1778-1794)
  - Henrietta Townshend (1782-1848) X (1811) William de Blaquiere, 3e Lord de Blaquiere (1778-1851)
  - James Townshend (1785-1842) X (1813) Elizabeth Wallis (1794-1873)
    - Maria Townshend (1812-?)

## Alliances

### Branche aînée des marquis Townshend

#### Alliances anciennes (XIVesiècle-XIXesiècle)
Les principales alliances de la famille sont : Lunsford (1465), de Brewse (1490), Poppy (1516), Wyndham (1525), Archer (1550), Peryente (1551), Forthe (1590), Vere (1628), Lewkenor (1649), Crew (1650), Ashe (1673), Pelham (1698), Walpole (1713), Starkey (1721), Cornwallis (1722 et 1753), Harrison (1723), Cowper (1743), Price (1747), Cecil (1749), Compton (1751), Campbell (1755), Orme (1766), Montgomery (1773), Norris (1773), Mainwaring-Ellerker (1777), Fauquier (1779), Wilson (1779), Poyntz (1787), Milner (1789), Loftus (1790, 1812) Hudson (1795), Osborne (1797), Bisshopp (1805), Dunn-Gardner (1807), de Blaquiere (1811), Clifford (1813), Wallis (1813), Boultbee (1815), Stuart (1825), Ridsdale (1826), MacKellar (1839), Sherson (1854), St Aubin (1856), Graham (1859), Duff (1865), Meares (1865), Howard (1873), Baillie (1877), Seear (1880), Buller (1882), Plumley (1882 et 1883), Jenkins (1895), Cahen d'Anvers (1898), Bacon, Bedingfeld, Calybut, Cartwright, Ferrers, Hare, Heydon, Hildyard, Stanhope...

#### Alliances contemporaines (XXesiècle-XXIesiècle)
Les principales alliances de la famille sont : Cunningham-Durham (1903), Sutherst (1905), Nienholdt (1909), Nicholson (1910), Greensill (1915), Brassington (1921), de Borchgrave d'Altena McGarry (1924), White (1926), Judd (1927), Hanna (1934), Norling (1934), Potts (1936), Luby (1939), White (1939), Frith (1943), Sharp (1943), Nye (1944), Gedye (1949), Luks (1952), Darlow (1960), Bradford (1962), Capellini (1962), Gee (1963), Madsen (1969), Bronfman (1971), Denize (1971), Taylor (1974), Ponsonby (1975), Morrisey (1978), Adams (1980), Greer (1980), Boldero (1981), Brown (1987), Chapple (1987), Combs (1990), Dent (1991), Bambry (1998), Chin (1999), Bayley (2001), Montgomerie of Southannan (2004), Legge (2011), Reynolds...

### Branche puîné des comte Sydney
Les principales alliances de la famille sont : Selwyn (1730), Brodrick (1752), Powys (1760), Pitt (1780), Southwell (1790), Rice (1794), Montagu-Scott (1795), Clements (1802), Russell (1822), Cholmondeley (1825), Cust (1829), Marsham (1832), Paget (1832).

### Branche puîné des barons Bayning
Les principales alliances de la famille sont : Powlett (1725), Cornwallis (1759), Smith-Powlett (1777), Fellowes (1842).